# Billy és Mandy kalandjai a kaszással
A Billy és Mandy kalandjai a kaszással (eredeti címén The Grim Adventures of Billy & Mandy) amerikai televíziós rajzfilmsorozat, amelyet Maxwell Atoms alkotott és a Cartoon Network Studios készített. A sorozatot Magyarországon és Amerikában egyaránt a rajzfilmekre szakosodott Cartoon Network televízióadó sugározza.
A sorozat előtti részek Grim & Evil (magyar fordításban Zord és Gonosz) főcímmel kerültek adásba. Ekkor a Gonosz Con Carne sorozattal volt párban; mindkét sorozatból egy rövid epizód tett ki egy adást. A két sorozat ezután külön folytatta útját.

## Cselekmény
Amikor a Zord Kaszás eljön Végsővárosba, hogy magával ragadja egy szerencsétlen haldokló hörcsög, Ciróka úr lelkét, még nem sejti, hogy olyan erőkkel kerül szembe, amik legyőzése meghaladja képességeit: Billyvel és Mandyvel. A gyerekek kihívás elé állítják a Kaszást: ha ő nyer, viheti Ciróka urat, ha nem, Billy és Mandy szolgája lesz mindörökké. Egy frenetikus limbóversennyel kezdődnek tehát a kalandok, amelynek kimenetele a sorozat címének ismeretében nem lehet kétséges.

## Szereplők
Billy
Minden körülmények között vidám, de buta. Természetes kíváncsisága hajtja hogy az idegen dimenzióktól a zoknis fiókig mindent felfedezzen… de gyakran maga sem találja a kiutat.
Mandy
Akaratos, alkalmanként gonoszka és határozott szőke kislány, aki általában puszta akaratával képes megszerezni, amit szeretne. A történetben tökéletes társai akadtak: Billy és Kaszás is bíznak benne és nem túlságosan eszesek.
Zord kaszás
Kaszás egy csontváz: maga a halál. Fekete csuklyában és kaszával a kezében igazán rémisztő tud lenni. Amióta a gyerekekkel van, sokat vesztett alvilági hírnevéből; néhány gonosz lény már lassan semmibe veszi.
Heg tábornok
Tábornok, aki nemrég költözött Billyék szomszédságába. Régen gonosz volt, most próbál jó lenni, bár néha visszatér az ördögi énje. Megpróbálta ellopni a kaszát is. A természetfeletti erők iránti rajongásán kívül szeret kertészkedni. Egyszer első lett a rózsák versenyén. A virágaiért ölni is képes, ezért nem tanácsos bántani a kertjét.
Mikshake
Billy cicája

## Magyar változat
A szinkront a Cartoon Network megbízásából a Mafilm Audio Kft. készítette.
Magyar szöveg: Csizmás Kata
Hangmérnök: Kardos Péter
Rendezőasszisztens és vágó: Simkóné Varga Erzsébet
Gyártásvezető: Gelencsér Adrienn
Szinkronrendező: Reholovszky Béla
Felolvasó: Zahorán Adrienne
Magyar hangok
- Bognár Tamás - Fekete Arnold
- Elek Ferenc – Irwin (később)
- Előd Botond - Nergal öcsi
- Faragó András – Jeti
- Fekete Zoltán – Billy
- Jantyik Csaba – Billy apja
- Kálloy Molnár Péter – Irwin (korábban)
- Madarász Éva – Tanárnő
- Megyeri János - Nergal
- Murányi Tünde – Mandy
- Szokol Péter – Irwin (egy részben)
- Varga Tamás – Kaszás

További magyar hangok: Dobránszky Zoltán, Győri Péter, Kassai Károly, Kránitz Lajos, Náray Erika, Vass Gábor

## Epizódok
| #                      | Magyar cím                                       | Angol cím                                     |
| ---------------------- | ------------------------------------------------ | --------------------------------------------- |
|                        |                                                  |                                               |
| MÁSODIK ÉVAD           |                                                  |                                               |
|                        |                                                  |                                               |
| 01                     | Boszorkány- és varázslóképző nyári iskola        | Toadblatt’s School of Sorcery                 |
| 01                     | A kaszás iskolába megy                           | Educating Grim                                |
| 01                     | Az okémonkártya                                  | It’s Hokey Mon!                               |
|                        |                                                  |                                               |
| 02                     | Hús-vér kaszás: Az ehető zöld nyálka támadása    | Night of The Living Grim                      |
| 02                     | Haláli jó süti 1.                                | Brownievil, Part 1                            |
| 02                     | Haláli jó süti 2.                                | Brownievil, Part 2                            |
|                        |                                                  |                                               |
| 03                     | Mandy, a rettentő                                | Mandy The Merciless                           |
| 03                     | Káosz és zűrzavar                                | Creating Chaos                                |
| 03                     | Nagyon furcsa pár                                | The Really Odd Couple                         |
|                        |                                                  |                                               |
| 04                     | Ki kit ölt meg?                                  | Who Killed Who?                               |
| 04                     | Irwin, a farkasember                             | Tween Wolf                                    |
|                        |                                                  |                                               |
| 05                     | A kaszás udvarol                                 | Grim In Love                                  |
| 05                     | Szerelmes szívek                                 | Crushed                                       |
| 05                     | Szeszélyes szerelem                              | Love Is EVOL Spelled Backwards                |
|                        |                                                  |                                               |
| 06                     | Nyolclábú barátunk                               | The Crawling Niceness                         |
| 06                     | Tanulni!                                         | Smarten Up!                                   |
| 06                     | Kaszás-show                                      | The Grim Show                                 |
|                        |                                                  |                                               |
| 07                     | Nergal fia                                       | Son of Nergal                                 |
| 07                     | Zord nővér                                       | Sister Grim                                   |
| 07                     | Gokart 3000                                      | Go-Kart 3000                                  |
|                        |                                                  |                                               |
| 08                     | Bandaháború                                      | Battle of The Bands                           |
| 08                     | A fekete lovag gyötrelmei                        | Terror of the Black Knight                    |
|                        |                                                  |                                               |
| 09                     | Szerepcsere                                      | Grim For A Day                                |
| 09                     | Csirke Ball Z                                    | Chicken Ball Z                                |
| 09                     | Az idő csarnokai                                 | The Halls of Time                             |
|                        |                                                  |                                               |
| HARMADIK ÉVAD          |                                                  |                                               |
|                        |                                                  |                                               |
| 10                     | A pók papája                                     | Spider’s Little Daddy                         |
| 10                     | A terror triciklije                              | Tricycle Of Terror                            |
|                        |                                                  |                                               |
| 11                     | Balszerencse                                     | Dumb Luck                                     |
| 11                     | A kaszás teste                                   | Nobody Loves Grim                             |
|                        |                                                  |                                               |
| 12                     | Kicsi fasírt                                     | Lil’ Porkchop                                 |
| 12                     | Örök heg                                         | Skarred For Life                              |
|                        |                                                  |                                               |
| 13                     | A szenvedés háza                                 | The House of Pain                             |
| 13                     | Zord prófécia                                    | A Grim Prophecy                               |
| 13                     | Mandy megharapja a kutyát                        | Mandy Bites A Dog                             |
|                        |                                                  |                                               |
| 14                     | Dajkamesék habbal                                | Nursery Crimes                                |
| 14                     | Billy szeme világa                               | My Peeps                                      |
|                        |                                                  |                                               |
| 15                     | Nigel Panter és a titkok kis edénye              | Nigel Planter and The Chamber Pot Of Secrets  |
| 15                     | A félelem cirkusza                               | Circus of Fear                                |
|                        |                                                  |                                               |
| 16                     | A mumus                                          | Bully Boogie                                  |
| 16                     | Mi a manó?                                       | Here Thar Be Dwarves!                         |
|                        |                                                  |                                               |
| 17                     | Mi volt előbb?                                   | Which Came First?                             |
| 17                     | A helyettesítő tanár                             | Substitute Teacher                            |
|                        |                                                  |                                               |
| 18                     | A szuper antihős                                 | Super Zero                                    |
| 18                     | Kedves vidám                                     | Sickly Sweet                                  |
|                        |                                                  |                                               |
| 19                     | Szakállas Billy                                  | Bearded Billy                                 |
| 19                     | Vak mersz                                        | The Nerve                                     |
|                        |                                                  |                                               |
| 20                     | Az idő próbája                                   | Test Of Time                                  |
| 20                     | Asgardban                                        | A Kick In The Asgard                          |
|                        |                                                  |                                               |
| 21                     | A bohócok támadása                               | Attack Of The Clowns                          |
| 21                     | (Billy még gyagyább lesz!) Teljes, totális káosz | (Billy Gets Dumber!) Complete and Utter Chaos |
|                        |                                                  |                                               |
| 22                     | Mi van azzal a hogyishívják Billyvel?            | Whatever Happened to Billy Whatisitsname?     |
| 22                     | Legyünk barátok!                                 | Just The Two Of Pus                           |
|                        |                                                  |                                               |
| 23                     | A csokoládé-matróz                               | Chocolate Sailor                              |
| 23                     | A jó, a rossz és a fogatlan                      | The Good, The Bad And The Toothless           |
|                        |                                                  |                                               |
| NEGYEDIK ÉVAD          |                                                  |                                               |
| 24                     | Múmiamama                                        | That’s My Mummy                               |
| 24                     | Játékháború                                      | Toys Will Be Toys                             |
|                        |                                                  |                                               |
| 25                     | A titkos kígyó-kör                               | The Secret Snake Club                         |
|                        |                                                  |                                               |
| 26                     | Szellemek versenye                               | The Bad News Ghouls                           |
| 26                     | Ahol nincsen holnap                              | The House of No Tomorrow                      |
|                        |                                                  |                                               |
| 27                     | Ormány-ármány                                    | Wild Parts                                    |
| 27                     | Bajok Billyvel                                   | The Problem With Billy                        |
|                        |                                                  |                                               |
| 28                     | Vidám, puha bújós maci                           | Happy Huggy Stuffy Bears                      |
| 28                     | A titkos dekódergyűrű                            | The Secret Decoder Ring                       |
|                        |                                                  |                                               |
| 29                     | Kívánságok                                       | Wishbones                                     |
|                        |                                                  |                                               |
| 30                     | Az álomkutya                                     | Dream Mutt                                    |
| 30                     | Kasza eladó                                      | Scythe For Sale                               |
|                        |                                                  |                                               |
| ÖTÖDIK ÉVAD            |                                                  |                                               |
|                        |                                                  |                                               |
| 31                     | Kacsa!                                           | Duck!                                         |
| 31                     | Én kicsi csupkakabrám                            | Aren’t You Chupacabra to See Me?              |
|                        |                                                  |                                               |
| 32                     | Mit legyeskedsz itt?                             | Zip Your Fly!                                 |
| 32                     | Fejest a lavórba!                                | Puddle Jumping                                |
|                        |                                                  |                                               |
| 33                     | Nem dög, kabala!                                 | He’s Not Dead, He’s My Mascot                 |
| 33                     | Vad motorosok                                    | Hog Wild                                      |
|                        |                                                  |                                               |
| 34                     | Világszép Mandy                                  | My Fair Mandy                                 |
|                        |                                                  |                                               |
| 35                     | Jeffy hálója                                     | Jeffy’s Web                                   |
| 35                     | Irwin érti a csíziót                             | Irwin Gets A Clue                             |
|                        |                                                  |                                               |
| 36                     | Az elszabadult nadrág                            | Runaway Pants                                 |
| 36                     | Kasza 2.0                                        | Scythe 2.0                                    |
|                        |                                                  |                                               |
| 37                     | A tűzmadár                                       | The Firebird Sweet                            |
| 37                     | Buborék Billy                                    | The Bubble With Billy                         |
|                        |                                                  |                                               |
| 38                     | Idióta Billy                                     | Billy Idiot                                   |
| 38                     | Az aggok háza                                    | Home Of The Ancients                          |
|                        |                                                  |                                               |
| 39                     | Varázslók egymás közt                            | One Crazy Summoner                            |
| 39                     | Találd ki, mi jön vacsorára!                     | Guess What’s Coming To Dinner?                |
|                        |                                                  |                                               |
| 40                     | Zsarnok mami                                     | Mommie Fiercest                               |
| 40                     | A lopós fa                                       | The Taking Tree                               |
|                        |                                                  |                                               |
| 41                     | Az alvajáró                                      | Reap Walking                                  |
| 41                     | Lúzer a Föld mélyéről                            | The Loser From The Earth’s Core               |
|                        |                                                  |                                               |
| 42                     | Ektoplazmás Arcjavítás                           | Ecto Cooler                                   |
| 42                     | A béndzsák                                       | The Schlubs                                   |
|                        |                                                  |                                               |
| 43                     |                                                  | Prank Call Of Cthulu                          |
|                        |                                                  |                                               |
| KARÁCSONYI KÜLÖNKIADÁS |                                                  |                                               |
|                        |                                                  |                                               |
| K1                     | Billy és Mandy megmenti a karácsonyt             | Billy & Mandy Save Christmas                  |
|                        |                                                  |                                               |
| HALLOWEENI KÜLÖNKIADÁS |                                                  |                                               |
|                        |                                                  |                                               |
| K2                     | Halloweni Különkiadás                            | Billy And Mandy’s Jacked Up The Halloween     |
|                        |                                                  |                                               |
| HATODIK ÉVAD           |                                                  |                                               |
|                        |                                                  |                                               |
| 44                     |                                                  | Billy Ocean                                   |
| 44                     | Hill Billy                                       |                                               |
|                        |                                                  |                                               |
| 45                     |                                                  | Keeper Of The Reaper                          |
|                        |                                                  |                                               |
| 46                     |                                                  | Modern Primitives                             |
| 46                     | Giant Billy And Mandy All Out Attack             |                                               |
|                        |                                                  |                                               |
| 47                     |                                                  | The Wrongest Yard                             |
| 47                     | Druid, Where’s My Car?                           |                                               |
|                        |                                                  |                                               |
| 48                     |                                                  | Herbicidal Maniac                             |
| 48                     | Chaos Theory                                     |                                               |
|                        |                                                  |                                               |
| 49                     |                                                  | Love That Dare To Speak Its Name              |
| 49                     | Major Cheese                                     |                                               |
|                        |                                                  |                                               |
| 50                     |                                                  | A Grim Day                                    |
| 50                     | Pandora’s Lunch Box                              |                                               |
|                        |                                                  |                                               |
| 51                     |                                                  | Billy And Mandy Vs. The Martians              |
|                        |                                                  |                                               |
| 52                     |                                                  | Dumb-Dumbs And Dragons                        |
| 52                     | Fear And Loathing In Endsville                   |                                               |
|                        |                                                  |                                               |
| 53                     |                                                  | Dad Day Afternoon                             |
| 53                     | Scary Poppins                                    |                                               |
|                        |                                                  |                                               |
| 54                     |                                                  | Hurter Monkey                                 |
| 54                     | Goodbling and the Hip-Hop-Opotamus               |                                               |
|                        |                                                  |                                               |
| 55                     |                                                  | Spidermandy                                   |
| 55                     | Be A-Fred, Be Very A-Fred                        |                                               |
|                        |                                                  |                                               |
| 56                     |                                                  | The Crass Unicorn                             |
| 56                     | Billy & Mandy Begins                             |                                               |
|                        |                                                  |                                               |
| HETEDIK ÉVAD           |                                                  |                                               |
|                        |                                                  |                                               |
| 57                     | Minden romokban                                  | Everything Breaks                             |
| 57                     | A címét szégyenlő epizód                         | The Show That Dare Not Speak Its Name         |
|                        |                                                  |                                               |
| 58                     | A titkos kígyók tornaundora                      | The Secret Snake Club vs. P.E.                |
| 58                     | Tutenputen fáraó                                 | King Tooten Pooten                            |
|                        |                                                  |                                               |
| 59                     | Billy ötöst kap                                  | Billy Gets an „A”                             |
| 59                     | Jeti bújt, jeti nem, megyek!                     | Yeti or Not, Here I Come                      |
|                        |                                                  |                                               |
| 60                     | Nergal pizzája                                   | Nergal’s Pizza                                |
| 60                     | Tengermélyi nagy kaland                          | Hey, Water You Doing?                         |
|                        |                                                  |                                               |
| 61                     | Csapat, állj!                                    | Company Halt                                  |
| 61                     | Önkontrollálatlanság                             | Anger Mismanagement                           |
|                        |                                                  |                                               |
| 62                     | Éber rémálom                                     | Waking Nightmare                              |
| 62                     | Óvakodj a mélyvarangytól!                        | Beware of the Undertoad                       |
|                        |                                                  |                                               |
| 63                     | A világ legszebb szerelmi története              | The Most Greatest Love Story Ever Told Ever   |
| 63                     | Az elzárás-dimenzió                              | Detention X                                   |
|                        |                                                  |                                               |
| 64                     | Hülye halottak napja Mexikóban                   | El dia de los Muertos Stupidos                |
| 64                     | Szívzűr                                          | Heartburn                                     |
|                        |                                                  |                                               |
| 65                     | Drakulának meg kell halnia                       | Dracula Must Die                              |
| 65                     | Mesebeszéd                                       | Short Tall Tales                              |
|                        |                                                  |                                               |
| 66                     | Nigel Planter és a sós mogyoró rendje            | Nigel Planter and the Order of the Peanuts    |
| 66                     | Zsugorított Mandy                                | The Incredible Shrinking Mandy                |
|                        |                                                  |                                               |
| KÜLÖNLEGES RÉSZEK      |                                                  |                                               |
|                        |                                                  |                                               |
| K3                     | Billy és Mandy a Holdon                          | Billy & Mandy Moon the Moon                   |
|                        |                                                  |                                               |
| K4                     |                                                  | Five O’Clock Shadows                          |
|                        |                                                  |                                               |
| K5                     | A Rémkölykök kalandjai a kaszással               | The Grim Adventures of Kids Next Door         |
|                        |                                                  |                                               |
| FILMEK                 |                                                  |                                               |
|                        |                                                  |                                               |
| F1                     | Billy és Mandy nagy kalandja a Mumussal          | Billy & Mandy’s Big Boogey Adventure          |
|                        |                                                  |                                               |
| F2                     | A pókkirálynő haragja                            | Wrath of the Spider Queen                     |
|                        |                                                  |                                               |
| F3                     | Halloween-i különkiadás                          | Underfist: Halloween Bash                     |